# 寺田安裕香
寺田 安裕香（てらだ あゆか、1994年1月13日 - ）は、日本の女優、タレント、グラビアアイドル。
群馬県出身。かつて、G-STAR.PRO（ジースター・プロ）に所属していた。現在、フリーランスとして活動中。

## 経歴
2012年7月より放映のパナソニック「DIGA+」のCMへの出演によって注目を集める。2014年3月、初のDVD『あゆかに恋して』が発売される。その後、2作目のDVD『恋の空もよう』が発売された。
秘書検定、園芸装飾技能士、温泉ソムリエ、サービス接遇検定などの数多くの資格をもつ。
プロ野球は大の読売ジャイアンツファン。
2020年12月31日、自身のSNSでG-STAR.PROを退所したことを報告し、以降はフリーランスとして活動していく事も併せて報告した。

## 作品

### DVD
- あゆかに恋して（2014年3月20日、ラインコミュニケーションズ）
- 恋の空もよう（2014年6月27日、スパイスビジュアル）
- ムギュっとして（2014年9月25日、イーネット・フロンティア）
- p.s. 愛するあなたへ..（2015年4月24日、シャイニングスター）
- Secret Lover（2015年9月25日、シャイニングスター）
- あゆか先生のはじめて（2016年1月21日、ギルド）
- これが彼女のあゆむ道（2016年5月25日、エアーコントロール）
- Start!（2017年10月25日、エアーコントロール）
- my style（2018年2月25日、エアーコントロール）
- 一緒に住も♪（2018年9月25日、エアーコントロール）

## 出演

### TV
- ミュージックドラゴン『朗読少女』（2014年6月14日、日本テレビ）
- プールdeブログ（2014年4月 - 9月、テレビ朝日）
- ブラックミリオン（2014年1月、テレビ東京）
- 鎧美女（2016年1月23日、フジテレビONE)
- お願い!ランキング（2016年7月、テレビ朝日）
- 女神降臨#158（2019年4月22日、MONDO TV)

### 雑誌
- 2014.5.26 週刊プレイボーイ（集英社）
- 2015.4 ヤングキング（少年画報社）

### 舞台
- K.B.S.Project act.13 超青春合唱コメディ「SING!」（2013年6月5日 - 16日）[9]
  - 東京公演（6月05日 - 09日、東京芸術劇場・シアターウエスト）
  - 大阪公演（6月14日 - 16日、世界館）
- Air studio Produce 戦後71年を飛び越えて「MOTHER マザー～特攻の母 鳥濱トメ物語～」（2016年2月24日 - 28日、初台・新国立劇場 小劇場） - なでしこ隊員 役
- ［Otona Project第六弾］演劇ユニット【爆走おとな小学生】第一回特別授業「46億年ゼミ」（2017年1月12日 - 15日、中目黒・キンケロ・シアター） - 千紗 役

### 映画
- デスフォレスト 恐怖の森2（2014年12月20日、一見正隆監督）
- スレイブメン（2017年3月10日、監督・脚本－井口昇）

### CM
- 2013.6  DIGA+「父の居場所篇」「娘のお風呂篇」、パナソニック
- 2012.7 DIGA+「お風呂でテレビ篇」、パナソニック
- 東京Lilly (2017年7月11日、東京Lily）[10] - 女子高生 役

### 広告
- 2012.6  intel Ultrabook
- 2017.7　Top Buzz
- 2017.12　ゼクシィ恋結び
- 2018.8　松風

### ミュージック・ビデオ
- 2012.6 paco デビューミニアルバム「pacolate」
- 2012.5 西野カナ 17thシングル「私たち」
- 2012.1 オルタナティブ・ポップ3ピースバンド  Sheep＃101「３番線」主演